# Kurt Ewald von Germar

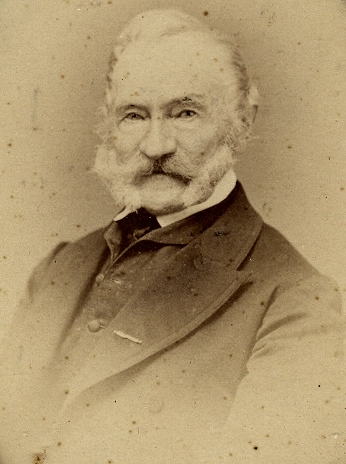
Kurt Ewald von Germar

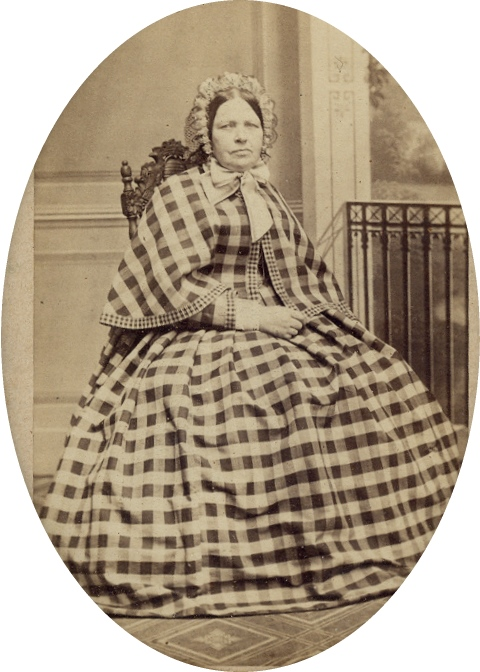
Bertha von Germar, geb. Gräfin von Wallwitz

Kurt Ewald von Germar (* 2. April 1793 in Mensdorf, Amt Eilenburg; † 26. Mai 1875 in Cölln) war ein königlich-sächsischer Major der Infanterie, Ritter des Militär-St.-Heinrichs-Ordens sowie Lehn- und Gerichtsherr auf Gepülzig in der Amtshauptmannschaft Rochlitz.

## Leben

### Herkunft
Er gehörte dem uralten thüringischen, reichsritterlichen Adelsgeschlecht von Germar an, mit dem Stammvater Heinrich von Germar (1567–1638), (I. Linie, 2. Ast) auf Gorsleben und der Martha von Bendeleben (1578–1635) aus Kannawurf. Sein Vater war der Gutsbesitzer und sächsische Kapitän Karl Friedrich August von Germar (1753–1799), seine Mutter dessen zweite Ehefrau Martha, geborene von Preuß (1754–1813). Kurt Ewald hatte noch zwölf Geschwister, darunter der preußische Oberstleutnant Albert von Germar (1786–1849), dem er in der Schlacht bei Bautzen gegenüber stehen sollte. Die erste Frau seines Vaters war Auguste Theodore Henriette Edle von Le Coq, Schwester des Generals Karl Christian Erdmann von Le Coq (1767–1830).

### Karriere
Kurt Ewald wurde geboren auf dem väterlichen Gute Mensdorf bei Eilenburg und trat im November 1807 als Kadett in das Infanterie-Regiment Prinz Anton der Sächsischen Armee ein. Am 15. April 1809 wurde er Fahnenjunker und trug die Fahne des I. Bataillons nach Österreich bis nach dem Gefechte bei Linz. Bei der Formierung des Scharfschützenbataillons „von Metzsch“ – später 2. Leichtes Infanterie-Regiment „Sahrer von Sahr“ – im Juni 1809 wurde Germar Fähnrich bei demselben und avancierte am 1. Oktober 1809 zum Sousleutnant. Im gleichen Jahr nahm er während des Feldzuges gegen Österreich und Ungarn an der Schlacht bei Wagram teil und erhielt einen Prellschuss auf die Brust. Dieses Verwundung gab ihm Veranlassung zu wiederholten Leiden, selbst noch im hohen Alter.
Im Russlandfeldzug wurde Germar in der Schlacht bei Podobna durch einen Schuss in den Oberschenkel verwundet und er kämpfte in der Schlacht bei Kalisch. Als Ordonnanzoffizier des kommandierenden Generalleutnants Carl Christian Erdmann von Le Coq nahm er an der Seite Frankreichs zu Beginn der Befreiungskriege an der Schlacht bei Großbeeren teil und wurde für sein tapferes Verhalten in der Schlacht bei Bautzen am 20. Mai 1813 sowie den Gefechten bei Reichenbach und in Schlesien am 15. September 1813 mit dem Ritterkreuz des Militär-St.-Heinrichs-Ordens beliehen. Ende des Monats stieg Germar zum Premierleutnant auf und wirkte in den Kämpfen bei Jüterbog und Leipzig, dem Entsatz von Wittenberg und Coswig sowie den Blockaden und Belagerungen von Torgau, Antwerpen, Momburg, Condé und Schlettstadt.
Nach dem Friedensschluss wurde Germar am 1. Oktober 1817 Adjutant des Oberstleutnants Friedrich August Bevilaqua, der Kommandant des 2. Schützen-Bataillons war, avancierte am 10. September 1824 zum Hauptmann und rückte am 1. Februar 1826 auf den Etat des Leib-Infanterie-Regiments. Am 26. April 1838 nahm er seinen Abschied als Major mit Pension und der Berechtigung zum Tragen seiner Armeeuniform.
Im Dresdner Adress-Kalender von 1832 ist Germar verzeichnet, wohnhaft Moritzstraße 758. Er nahm am 1. Juli 1835 das Rittergut Gepülzig aus dem Nachlass an und widmete sich nach seinem Abschied aus der Armee ganz der Landwirtschaft. 1853 verkaufte er Gepülzig und kaufte das Weingut Paulsberg bei Kötzschenbroda. Der Paulsberg ist heute einer der Weinberge der Lage Radebeuler Johannisberg.

### Familie
Germar vermählte sich am 3. Juni 1830 in Schweikershain mit Bertha Gräfin von Wallwitz (1806–1886) auf Schweikershain und Gepülzig, Tochter des Christian Reinhard Graf von Wallwitz (1761–1835) und seiner Frau Erdmuthe Marianne von Erdmannsdorff (1775–1832). Aus der Ehe gingen zwölf Kinder hervor, von denen das erste und das neunte, beides Knaben, früh starben:
- Therese (* 1832) ⚭ Theodor Graf, Pastor und Superintendent
- Mathilde (1833–1926) ⚭ Maximilian August von Schmieden (1817–1893), sächsischer Generalmajor
- Thekla (1834–1902) ⚭ Alexander Gause (1818–1881)
- Louise (* 1836)
- Kurt (1837–1899)
- Emma (1839–1934) ⚭ Karl von Kracht (1828–1867), Landesstrafanstaltsdirigent
- Bertha (1840–1931) ⚭ Ado Freiherr von Wirsing (1839–1918), sächsischer Geheimer Regierungsrat
- Georg (1844–1911), Oberinspektor und Dirigent der Heil- und Pflegeanstalt in Hochweitzschen ⚭ Hedwig Haubold (1856–1905)
- Isidore (1847–1939)
- Hans-Richard (1852–1931) ⚭ Hedwig Thiergen (1858–1935)

In der örtlichen Verwaltungsstelle Langebrück, Weißiger Straße 5 in Dresden, ist ein Bild von dem Maler Johann Friedrich Wilhelm Wegener (1812–1879) vorhanden, das früher in der ehemaligen Gaststätte Hofewiese hing. Es zeigt König Friedrich August I von Sachsen zur Jagd am 4. Januar 1848 im Lastauer Grunde bei Colditz. Auf diesem Bild ist Major von Germar als Rückansicht (Nr. 26) gemalt (Öl, 130 × 193 cm).